# 藤堂氏
藤堂氏（日语：藤堂氏）是日本的一个氏族。发祥于近江国犬上郡藤堂村（现在滋贺县犬上郡甲良町在士）。战国时代曾出现过后来成为江户时代领导有津藩的外样大名藤堂高虎，維新后被列为华族的伯爵家。

## 出身
藤堂氏可以追溯到居住在近江国爱智郡的郡司家族中移居到犬上郡藤堂村的人。
关于藤堂氏的出身众说纷纭。
1. 中原（日语：中原氏 (舎人親王流)）朝臣（日语：朝臣 (日本)）说（《历名土代（日语：歷名土代）》[2]、《华族类别录（日语：華族類別録）》）
2. 宇多源氏佐佐木氏说（《舆地志略（日语：輿地志略）》[2]）
3. 平氏朝臣说（《中兴系图（日语：中興系図）》[2]）
4. 藤原朝臣说（《寬政重修諸家譜》[2]）

根据《历名土代》记载，文明年间，藤堂景长被任命为美作守，自称中原朝臣。藤堂高虎时与近卫信寻关系密切，因此有自称藤原氏的说法。在《宽政重修诸家谱》中关于自家的发祥，记载是从藤原三河守景盛仕于足利将军，支配近江国犬上郡数村并称为藤堂开始。明治9年（1876年），藤堂高洁向宫内省提出恢复中原姓的申请，翌年（1877年）1月获准许。因此，藤堂氏在宗族制中是天武天皇皇子舍人亲王的曾孙中原長谷的子孙中原朝臣的后裔。

## 历史

### 室町时代-安土桃山时代

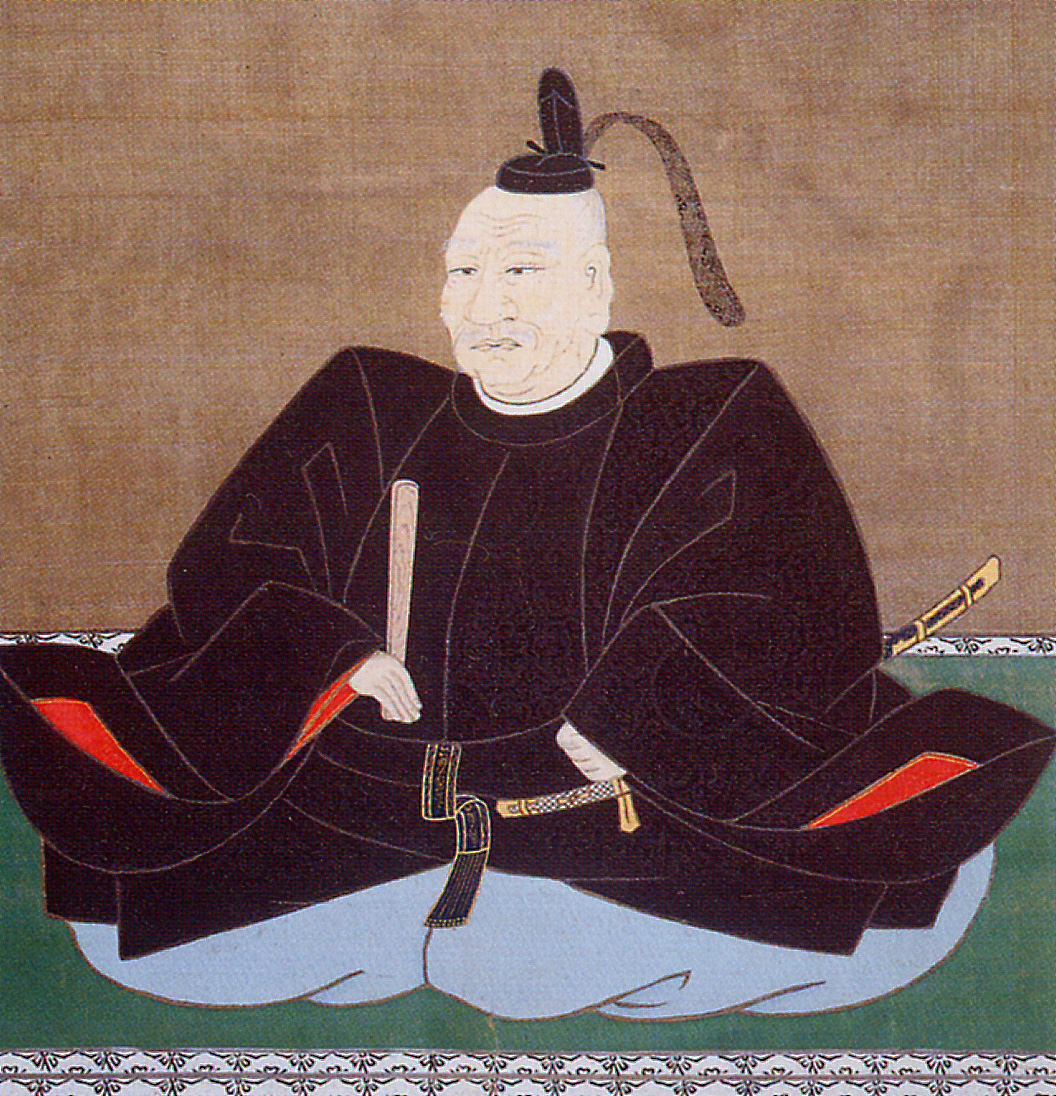
藤堂高虎

从文明年间到明应年间，藤堂备前守作为京极材宗的亲信多次出现在《阴凉轩日录》中藤堂氏的初代藤堂三河守景盛是一名侍奉公家广桥兼宣的武士。
景盛之流的公家侍藤堂氏，在记录中曾多次登场，在京都也有据点，是当时掌握实权的人。
在康正年间，藤堂氏作为京极持清的家臣出现[，并且在1456年（康正2年）7月26日举行的足利义政拜贺仪式中，可以在京极胜秀的队列中看到藤堂九郎左卫门的名字。
从文明年间到明应年间，藤堂备前守作为京极材宗的亲信多次出现在《阴凉轩日录》中。
永禄年间，有一位名为藤堂九郎左卫门的人通过浅井长政的认可而保有了自己的私人领地。
战国时代的家主藤堂高虎以不断更换主君并最终成为大大名而闻名，他曾效力于浅井氏、阿闭氏、磯野氏、织田氏、丰臣氏和德川氏。通过在賤岳之战、纪州征伐、九州征伐和朝鲜出兵等战役中积累战功，藤堂高虎在丰臣秀吉的政权下成为伊予国内拥有8万石领地的宇和岛城主。

### 江户时代
丰臣秀吉死后，藤堂高虎转投德川家康，凭借在关原之战和大阪夏之阵中的战功而多次得到加封，最终获得了伊势国津藩（名义上为32万3900石）。1608年（庆长13年），他被封至津市，此后直到废藩置县，津藩一直由藤堂家世袭统治。
历代津藩藩主都受封为大大名所应得的从四位下官位，并担任和泉守或大学头等官职，但未接受将军的偏讳。1669年（宽文9年），津藩藩主藤堂高久将5万石（伊势国久居藩）分给弟弟藤堂高通，并将3000石分给藤堂高坚。
王政复古后鸟羽伏见之战爆发时，津藩军率先从旧幕府方倒戈，转而支持官军，并向旧幕府方发动炮击。坊间称这一举动表明“津藩很好地继承了藩祖藤堂高虎的教诲”。明治维新后，作为戊辰战争战功的奖励，津藩从政府获得了2万3000石的赏典禄。

### 明治时代以后
最后的津藩主藤堂高猷在1869年（明治2年）的版籍奉还后转任津藩知事，随后在其子藤堂高洁主事的时期迎来了1871年（明治4年）的废藩置县。
版籍奉还之际被定下的俸禄为现米1万2427石。根据1876年颁布的金禄公债证书发行条例，以金禄换取俸禄和赏典禄所支付的金禄公债金额为41万6788日元90钱5厘（在华族中排名第15位）。1881年时藤堂高洁的住所位于东京市本所区本所横纲町，当时的家扶是盐田重弦。
华族令施行后的1884年（明治17年）7月7日，藤堂高洁作为旧中藩知事被授予伯爵称号（旧津藩向政府申报的现米为12万4270石，因此也符合现米5万以上15万石未满的中藩标准）。分家旧久居藩主家的藤堂高义则于同年7月8日作为旧小藩知事被列为子爵（现米为2万3240石，符合现米未满5万石的小藩标准）。此外，藤堂氏除了津藩的藩主家和支藩外，还有高虎的兄弟及高虎养子高吉的后代作为连枝存在（名张藤堂家，作为津藩一门家臣知行1万5000石）。该家族的当主藤堂高成在明治39年，被授予男爵称号，正值旧1万石以上陪臣家开始叙爵的时期。
另一方面，本家藤堂伯爵家的藤堂高洁对没有被封为侯爵而感到不满，因此积极开展侯爵的升爵运动。他在明治25年、明治27年、大正4年以及昭和3年和4年四次提交了升爵请愿书，并辩称现申报的12万4720石并不准确，但无论哪次申请，他的主张都未得到承认，一直都维持着伯爵家的待遇状态。
继承了高洁之位的藤堂高绍伯爵因为拒绝与得到天皇敕许的北白川宫家的武子女王的婚约而使天皇蒙羞，并受到责罚，最终遭到了停止华族礼遇的处分。
昭和前期，藤堂伯爵家的邸宅位于东京市中野区小泷町，藤堂子爵家的邸宅位于东京市本乡区驹込林町，藤堂男爵家的邸宅位于东京市中野区小泷町。
截至2018年，藤堂高虎的著名后裔有女子赛艇选手藤堂里香、搞笑艺人由纪夫（本名藤堂雄太）、朱拉隆功大学国际建筑学科（建筑学系）教授藤堂高直等。

## 脚注